# Polyphylla diffracta
Polyphylla diffracta är en skalbaggsart som beskrevs av Thomas Casey 1892. Polyphylla diffracta ingår i släktet Polyphylla och familjen Melolonthidae. Inga underarter finns listade i Catalogue of Life.